# Жежавський ботанічний заказник
Же́жавський зака́зник — ботанічний заказник загальнодержавного значення в Україні. Розташований на захід від села Зелений Гай Чортківського району Тернопільської області, в межах лісового урочища «Жежава».
Площа — 155 га. Створений відповідно до постанови РМ УРСР від 28 жовтня 1974 року № 500. Перебуває у віданні Заліщицького аграрного коледжу ім. Є. Храпливого.
Під охороною — лісовий масив на лівому березі річки Дністер. Верхня східна його частина зайнята густими заростями дубово-грабових лісів, переважно порослевого походження, з домішками клена, ясена, в'яза, горобини та чагарників — ліщини, бузини, барбарису, клена татарського, шипшини, терену, глоду, кизилу. В середній частині урочища, над стрімкими берегами, трапляються галявини зі степовою і болотною рослинністю.
Найціннішими є зарості клокички перистої на значній площі. На північно-західному схилі серед порослевого граба окремими кущами зростають чорниця і брусниця (бл. 1 га). Степові ділянки наповнені рідкісними для Поділля рослинами. Особливо цінні — зіновать подільська, ясенець білий, підсніжник білосніжний, лілія лісова, сон великий, сон чорніючий, скополія карніолійська, клокичка периста та інші види, занесені до Червоної книги України, а також цибуля подільська, конюшина гірська, півники угорські, гвоздика Анджейовського — рідкісні й такі, що перебувають під загрозою зникнення, види рослин на території області.
Жежавський заказник входить до складу національного природного парку «Дністровський каньйон».